# Myiocnema comperei
Myiocnema comperei är en stekelart som beskrevs av William Harris Ashmead 1900. Myiocnema comperei ingår i släktet Myiocnema och familjen växtlussteklar. Inga underarter finns listade i Catalogue of Life.